# Andrena schencki
Andrena schencki là một loài ong trong họ Andrenidae. Loài này được Morawitz miêu tả khoa học đầu tiên năm 1866.